# Melittia ferroptera
Melittia ferroptera is een vlinder uit de familie wespvlinders (Sesiidae), onderfamilie Sesiinae.
Melittia ferroptera is voor het eerst wetenschappelijk beschreven door Kallies & Arita in 1998. De soort komt voor in het Oriëntaals gebied.